# مدرسة القلب المقدس (البحرين)
مدرسة القلب المُقدس هي مدرسة تقع في مدينة عيسى جنوب البحرين، أسستها كنيسة القلب المقدس كملحق لها عام 1953. تُدَّرس فيها مناهج بريطانية. وهي مدرسة مختلطة كانت تديرها الأخوات كمبوني منذ 1953 ولغاية 2003، وبعد ذلك انتقلت الإدارة للراهبات الكرملية.

## التعليم
تحضّر المدرسة طلابها لامتحان آي جي سي إس إي البريطاني. وبعض الأجزاء من المنهاج تُعدّ الطلبة لامتحان توفل (وهو امتحان بريطاني أيضاً). كما تمنح بعثات لجامعة بادِنقتون والجمعية الملكية للفنون بالتنسيق مع كنيسة القلب المقدس. كما تسعى المدرسة لترسيخ مبادئ الحب والسلام في نفوس الطلبة، ويتجلى ذلك عبر شعار المدرسة الموجود في الزي الموحد للطلبة وهو «الحب والصدق».

## الطلاب
ينتمي طلاب مدرسة القلب المقدس لعدة أعراق ومجموعات دينية، غالبية الطلاب هم من الجالية الهندية بالإضافة لجاليات أخرى.

## نشيد المدرسة
للمدرسة نشيد خاص بها عنوانه «نحن ننتمي» ويُنشده الطلاب في معظم طوابير الصباح.

## الاحتفالات
تحتفل المدرسة بعدة مناسبات وأبرزها عيد ديوالي الهندي، عيد الميلاد (الكرسمس)، ومولد النبي محمد. بالإضافة لفعاليات أخرى كاليوم الرياضي.